# Dispersión incoherente
Dispersión incoherente es un tipo de fenómeno de dispersión en física . El término es más comúnmente utilizado para referirse a la dispersión de una onda electromagnética (normalmente luz o radio frecuencia) por las fluctuaciones aleatorias en partículas de un gas (generalmente electrones).

## Aplicaciones
La aplicación práctica más conocida se conoce como la teoría del radar de dispersión incoherente, una técnica basada en tierra para el estudio de la ionosfera propuesta por primera vez por el profesor Bill Gordon en 1958. Un haz de radar de dispersión de electrones en crea una dispersión incoherente en el plasma ionosférico al volver. La función de distribución de los electrones ionosféricos se modifica por los iones positivos, mucho más lentos y pesados - las fluctuaciones de densidad de electrones se refieren a la temperatura de los iones, distribución de la masa, y movimiento. La señal de dispersión incoherente permite la medición de densidad de electrones , temperatura de los iones y temperatura de los electrones , composición de iones y velocidad del plasma.